# مارگریتا گوتسیناتی
مارگریتا گوتسیناتی (ایتالیایی: Margherita Guzzinati؛ ۱۸ مه ۱۹۴۰ – ۳۱ اکتبر ۱۹۹۷) بازیگر و مجری تلویزیون اهل ایتالیا بود.
او مجری برخی برنامه‌های فرهنگی شبکهٔ تلویزیونی رای بود و در چندین سریال تلویزیونی مهم نیز بازی کرد.
از فیلم‌هایی که وی در آنها نقش‌آفرینی نموده است، می‌توان به ساحره عاشق اشاره کرد.